# 仁平氏
仁平氏（にだいらし・にへいし）は日本の武家。

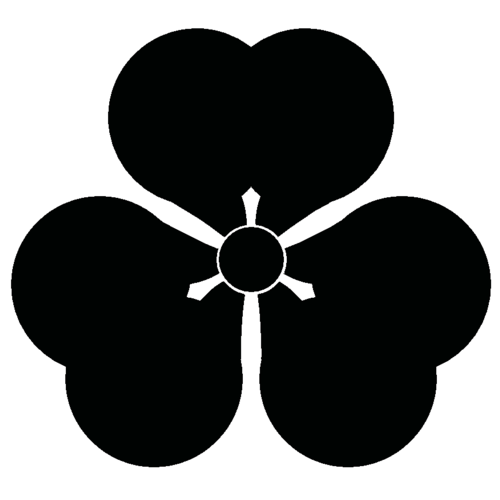
家紋 酢漿草

本姓は源氏。家系は清和源氏の一家系 河内源氏の棟梁 鎮守府将軍源頼義の三男 新羅三郎義光の流れを汲む常陸源氏 佐竹氏の庶流。常陸守護である佐竹氏の被官であり、佐竹氏の戦国大名化に伴い、家臣となった。関ヶ原の戦い後、佐竹義宣が、秋田転封となり、秋田藩士となった家系、常陸国内に留まり、水戸藩の郷士となった家系とがある。

## 秋田藩士 仁平氏
佐竹義宣に従い、秋田藩士となった仁平氏は知行60石。仁平氏については『諸士系図』並びに『仁平氏系図』などに詳しい。

### 1.仁平彦兵衛某
『仁平氏系図』並びに『仁平宗家系図』に仁平氏の宗家の系図がある。
文化2年（1805年）7月、秋田藩に系図を提出する。
```
系譜 仁平彦兵衛-治右衛門高頼-源助高広-治右衛門高康-高命-高皓-治右衛門高徳
```

なお、『仁平氏系図』には、長右衛門某、角右衛門貞吉、羽右衛門之苗、仁平惣左衛門忠吉、仁平宅左衛門某らの名も見える。また、仁平源助高広の女は同族 仁平茂左衛門の妻となるという。

### 2.仁平新右衛門高季
また、『仁平氏次男系図』には以下の系図がある。仁平宗家の分家である。仁平某（初代）が佐竹義宣に従い、秋田に移住するという。文化2年（1805年）閏8月、秋田藩に系図を提出する。
```
系譜 仁平某（初代）-某（二代）-某（三代）‐某（四代）-某（五代）-某（六代）-高光-高寛-新右衛門高季
```

### 3.仁平惣左衛門久吉
さらに、『仁平氏系図』に次の系統も掲載されている。仁平宗家の分家にあたる。仁平彦兵衛の四男が分家し、仁平惣左衛門忠吉と名乗るという。文化2年（1805年）7月、秋田藩に系図を提出する。
```
系譜 仁平惣左衛門久吉-国吉-忠吉-久富-伊左衛門久政
```

### 4.仁平初五郎高當
また、『仁平系図』に仁平宗家の仁平源助高広の次男 高冨の家系がある。文化2年（1805年）7月、秋田藩に系図を提出する。
```
系譜 仁平高冨-高道-高恩-高融-高當
```

### 5.仁平伝左衛門久當
また、『仁平氏支流系図』に仁平惣左衛門久吉の次男　高吉を祖とする家系がある。文化2年（1805年）8月、秋田藩に系図を提出する。
```
仁平高吉-角右衛門貞吉-久信-久忠-久次-伝左衛門久當
```

### 6.仁平市左衛門久徳
『仁平分流系図』に仁平惣左衛門久吉の三男　元明を祖とする家系がある。文化2年（1805年）7月、秋田藩に系図を提出する。
```
系譜 仁平元明-元苗-久正-高通-吉通-高記-市左衛門久徳
```

### 7.仁平文右衛門清忠
『仁平氏系図』に仁平茂左衛門分流の家系がある。文化2年（1805年）8月、秋田藩に系図を提出する。
```
系譜 仁平某-某-某-文右衛門清忠
```

## 水戸藩郷士 仁平氏
また、佐竹氏の秋田転封後も常陸国に在国した仁平氏の系統が、水戸藩郷士として見える。『安政二年義民賞典禄』に、茨城郡小川村の仁平内蔵太の名か見える。また、同郡吉田村の仁平彦兵衛の長男 仁平松次郎致知は天狗党の乱に天狗方として加わり、元治元年（1864年）8月22日、水戸市の新町口で降伏して翌日亡くなるという。維新後、靖国神社に合祀される。